# Underhill (Vermont)
Underhill es un pueblo ubicado en el condado de Chittenden en el estado estadounidense de Vermont. En el año 2010 tenía una población de 3.016 habitantes y una densidad poblacional de 22,66 personas por km².

## Geografía
Underhill se encuentra ubicado en las coordenadas 44°32′9″N 72°55′26″O / 44.53583, -72.92389.

## Demografía
Según la Oficina del Censo en 2000 los ingresos medios por hogar en la localidad eran de $66,492 y los ingresos medios por familia eran $69,837. Los hombres tenían unos ingresos medios de $46,949 frente a los $29,336 para las mujeres. La renta per cápita para la localidad era de $26,746. Alrededor del 5.2% de la población estaban por debajo del umbral de pobreza.